# باشگاه فوتبال بکیا یونایتد
باشگاه فوتبال بکیا یونایتد یک باشگاه فوتبال وینسنتی از پورت الیزابت، سنت وینسنت و گرنادین‌ها است. این باشگاه در لیگ برتر ان‌ال‌ای، بالاترین سطح فوتبال در سنت وینسنت و گرنادین بازی می‌کند.